# خالد القحطاني (لاعب كرة قدم مواليد 1997)
خالد القحطاني، لاعب كرة قدم سعودي يلعب في مركز مُهاجم. لعب سابقاً في نادي الشباب ونادي الرياض.